# Terre somnambule
Terre somnambule (Terra Sonâmbula) est le premier roman de l'écrivain mozambicain Mia Couto paru en 1992 aux Éditions Albin Michel.

## Le roman

### L'écriture
Terre somnambule est un roman de fiction historique, mêlé de réalisme magique. Couto s'inspire, pour l'écrire, des contes traditionnels africains, mais aussi de l'écriture de João Guimarães Rosa. Il se sert également de son expérience des luttes politiques, acquise lorsqu'il était responsable de l'information du Front de libération du Mozambique (Frelimo). Le roman mêle la réalité, vécue par ses protagonistes, et le rêve, incarné par les écrits de Kindzu. Bien que rédigé en portugais, il comporte de nombreux mots africains, ainsi que des néologismes formés par l'auteur. Le roman est publié, en 1992, en portugais, et devient rapidement un succès international.

### L'intrigue
Le roman se déroule vers la fin de la guerre civile (1976-1992), dans un Mozambique déchiré par la guerre, lorsque les tensions entre partis politiques rivaux atteignent leur point culminant. Tuahir, un vieil homme, et Muidinga, un jeune garçon, qui a échappé de justesse à la fosse commune, se rencontrent dans un camp de réfugiés et le quittent ensemble. Ils parcourent une route abandonnée, rencontrant de nombreux signes de la guerre, notamment, à l'orée de la savane, un bus qui vient juste d'être incendié, rempli de corps carbonisés. Après une dispute entre le vieil homme, qui souhaite passer la nuit dans le bus, et l'enfant, qui veut continuer la route, dans l'espoir de retrouver ses parents, tous deux enterrent les cadavres et s'installent pour la nuit. Muidinga, qui ne peut dormir, à cause des bruits de la forêt proche et de la crainte des esprits des morts, fouille le bus et découvre une valise contenant un jeu de cahiers rédigés par un dénommé Kindzu.
Le récit alterne les conversations entre Tuahir et Muidinga, et les notes des cahiers, que l'enfant lit à haute voix. Kindzu tente de raconter la naissance d'un Mozambique indépendant, durant la guerre d'indépendance nationale (1965-1975) et le combat pour maintenir sa stabilité avant la guerre civile. Il donne également un aperçu de l'importance des relations familiales et de la recherche d'une identité, à la fois personnelle et nationale. Enfin, il explique sa quête des naparamas, guerriers traditionnels bénis par les féticheurs, qu'il considère comme le seul rempart contre les seigneurs de la guerre.

## Récompenses
En 1995, Terre somnambule reçoit le Prix national de fiction de l'Association des écrivains mozambicains (AEMO) et est sélectionné, à la Foire du livre 2001 du Zimbabwe, parmi les douze meilleurs livres africains du XXe siècle.

## Traductions
Terra Sonâmbula est traduit en français par Maryvonne Lapouge-Petorelli, sous le titre Terre somnambule, et en anglais par David Brookshaw, sous le titre Sleepwalking Land. Il existe également des traductions en allemand, catalan, espagnol et italien.

## Éditions

### En français
Le livre publié chez Albin Michel, en édition brochée, dans la collection « Les grandes traductions », en janvier 1994, et réédité le 7 janvier 1998  (ISBN 222607533X et 978-2226075338). Mia Couto est le seul auteur mozambicain à avoir plusieurs romans traduits en français.

### En portugais
Au Portugal, il est le no 5  (ISBN 978-972-21-0790-7) de la collection Outras Margens des éditions Editorial Caminho, qui le publient en 2004. Il est également publié au Brésil, par les éditions Companhia das Letras.

### En anglais
Le roman est publié, en 2006, chez Serpent's Tail.